# Граница на замке
«Граница на замке» — советский художественный фильм, снятый в 1937 году режиссёрами Василием Журавлёвым и Константином Когтевым. Вышел на экраны 9 февраля 1938 года.

## Сюжет
Из фашистской Германии переброшен крупный диверсант с сопровождающими. Пограничники арестовывают основную часть нарушителей границы. Однако диверсанту и его помощнику удаётся проникнуть на советскую территорию.
Они прячутся в доме бывшего кулака, под видом глухонемого проникнувшего в пограничный колхоз. С помощью колхозников пограничники находят диверсанта и его помощников. После перестрелки враги арестованы. На заставе пойманные диверсанты встречаются со своим агентом — мнимым глухонемым. Он также разоблачён.

## В ролях
- Константин Нассонов — полковник

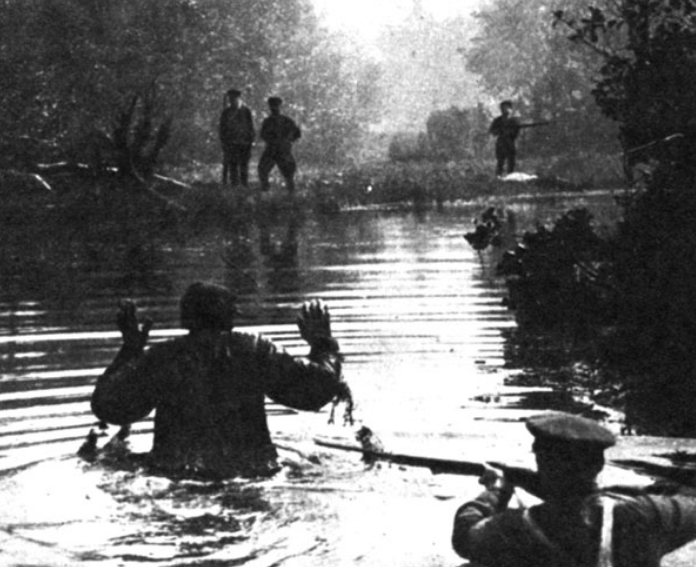
Кадр из фильма «Граница на замке»

- Семён Свашенко — Сташенко, старший лейтенант
- Галина Могилевская — Галя, жена Сташенко
- Константин Градополов — боец, старший наряда № 2
- Виктор Аркасов — Василий Головин, молодой боец
- Фёдор Селезнёв — Фёдор Орехов, боец
- Михаил Викторов — Григорий Хмелёв, боец
- Виктор Шепель — Витюша, боец
- Лев Прозоровский — начальник отдела иностранной разведки
- Павел Массальский — пан Казимир, иностранный офицер
- Михаил Гродский — барон Отто фон Штейнбах, агент иностранной разведки
- Даниил Введенский — Долбня, нарушитель границы, бывший владелец хутора
- Вячеслав Новиков — Бирюк, смолокур, скрытый враг
- И. Москвин — Буйко, работник кооперации, скрытый враг
- Эдуард Гунн — Федорчук, нарушитель границы, бывший кулак
- Евгения Мельникова — Стася, колхозница
- Костя Тыртов — Петрусь, пастух
- Коля Туманов — Филиппок
- Иосиф Толчанов — помощник начальника заставы
- Павел Цыбин — лесоруб
- Василий Галактионов — боец
- Толя Шибков — сын Сташенко

## Съёмочная группа
- Режиссёр: Василий Журавлёв
- Сорежиссёр — Константин Когтев
- Сценарист: Михаил Долгополов и Илья Бачелис
- Оператор-постановщик: Николай Прозоровский
- Художник: Яков Фельдман
- 2-й оператор: П. Крашенинников
- Композитор: Никита Богословский
- Автор текста песен: Ваcилий Лебедев-Кумач
- Звукооператор: К. Никитин
- Звукооформитель: С. Юрцев
- Дирижёр: Давид Блок
- Монтажёр: Г. Шимкович
- Консультант: Вольдемар Ульмер

## Критика
Рецензент В. Ходаков в газете «Правда» оценил кинокартину как «хорошую и нужную». Он отмечал: «В ней нет надуманного трюкачества… Боевая работа пограничников показана такой, как она есть, без прикрас, со всеми её трудностями».
Критик Борис Кокоревич указывал, что «образы советских пограничников, солдат и офицеров, получились в фильме достоверными и запоминающимися». Он утверждал, что фильм вошёл в золотой фонд советской приключенческой киноклассики.
Киновед А. В. Фёдоров написал: «Фильм „Граница на замке“ внёс свой вклад в знаменитую „шпионскую серию“ советских кинолент 1930-х. Никакими художественными достоинствами эта лента, на мой взгляд, не отличалась, но благодаря популярной погранично-шпионской тематике она до сих пор привлекает зрителей».